# Pepparkremla
Pepparkremla (Russula badia) är en svampart som beskrevs av Quél. 1881. Pepparkremla ingår i släktet kremlor och familjen kremlor och riskor.  Arten är reproducerande i Sverige. Inga underarter finns listade i Catalogue of Life.

## Källor

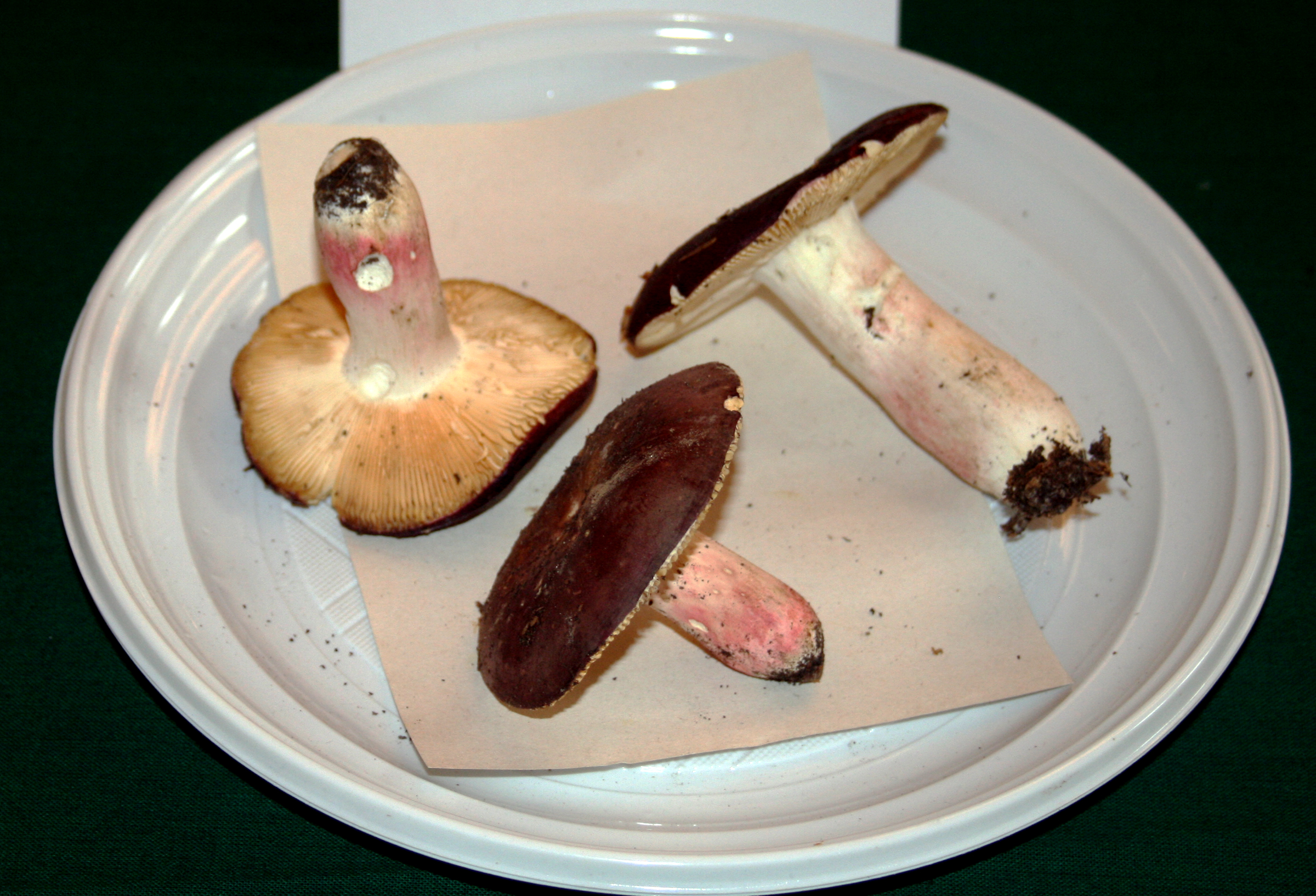
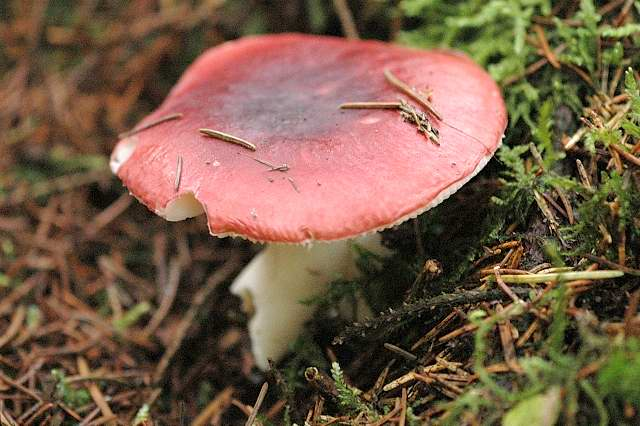